# Orange Walk (okrug)
Orange Walk je jedan od šest okruga u Belizeu. 

## Zemljopis
Okrug se nalazi na sjeverozapadu zemlje na granici s Meksikom i Gvatemalom, prostire se na 4.737 km², te je drugi najveći belizejski okrug. Središte okruga u gradu Orange Walk Townu. Susjedni belizejski okruzi su Corozal na sjeveru, Cayo na jugu te Belize na zapadu.

### Naselja
Značajnija naselja u okrugu su: August Pine Ridge, Blue Creek, Douglas, Chan Pine Ridge, Douglas, Indian Church, Guinea Grass, San Antonio, San Carlos, San Estevan, San Felipe, San José, San Jose Palmar, Nuevo San Juan, San Lazaro, San Luis, San Pablo, San Roman, Santa Cruz, Santa Martha, Shipyard, Trial Farm, Trinidad i Yo Creek.

## Demografija
Prema podacima iz 2010. godine u okrugu živi 45.419 stanovnika, dok je prosječna gustoća naseljenosti 10 stanovnika na km². Od ukupnog broja stanovnika njih 13.400 živi u središtu okruga Orange Walk Townu dok 32.019 stanovnika živi u ostalim dijelovima okruga.

## Vanjske poveznice
- Službena stranica
- Karta okruga  Arhivirana inačica izvorne stranice od 13. veljače 2021. (Wayback Machine)